# Esperó baleàric
L'esperó baleàric o Delphinium pictum, també anomenat matapoll és una espècie de plantes amb flors del gènere dels esperons de la família ranunculàcia, en sols calcaris la conca balearicatirrènica, i als Països Catalans endèmica a Mallorca.
És una planta herbàcia anual, que pot arribar a un metre d'alçada, es reconeix per les fulles palmades amb lòbuls irregularment dentats, de color verd fosc. Fa una inflorescència allargada amb flors de color blau cel o blanquinoses, de formes barroques; presenten un esperó ben visible i corbat. Floreix de maig a juliol. Prefereix llocs pedregosos i garrigues, en general a terrenys calcaris. Com moltes espècies de Delphinium és una planta tòxica per la presència de l'alcaloide delfinina, extracta dels llavors i segons els remeiers tradicionals efectiva contra la neuràlgia o per via externa per a matar els polls, el que explica el seu nom popular.

## Altres noms
El Termcat cita com a sinònim «matapoll» que el DIEC i la GEC reserven únicament al Daphne gnidium, mentrestant el Diccionari català-valencià-balear cita matapoll com a nom popular per a la Daphne gnidium tot i per a tota una sèrie d'espècies de Delphinium.